# فالدهوف مانهايم
نادي فالدهوف مانهايم الرياضي (بالألمانية: Sportverein Waldhof Mannheim e.V.) نادي كرة قدم ألماني يلعب في دوري الدرجة السادسة. تم تأسيس النادي في سنة 1907 .